# Ращупкин, Андрей Иванович
Андре́й Ива́нович Ращу́пкин (1920—1941) — младший сержант Рабоче-крестьянской Красной Армии, участник Великой Отечественной войны, Герой Советского Союза (1941).

## Биография
Андрей Ращупкин родился в 1920 году в селе Выползово (ныне — Краснинский район Липецкой области). С раннего возраста проживал в Кунцево (ныне — в черте Москвы), на Главной улице, и учился в школе № 3 г. Кунцева (ныне - Политехнический колледж № 42, ул. Гродненская, д. 5). После окончания средней школы учился в МВТУ имени Баумана. В 1938 году Ращупкин был призван на службу в Рабоче-крестьянскую Красную Армию. С начала Великой Отечественной войны — на её фронтах.
К декабрю 1941 года младший сержант Андрей Ращупкин был стрелком-радистом танка 46-го танкового полка 46-й танковой бригады 4-й армии Волховского фронта. Отличился во время освобождения Ленинградской области. 8 декабря 1941 года в районе деревни Лазаревичи Тихвинского района танк Ращупкина был подбит. Экипаж танка принял бой с противником, не покинув горящей машины, и погиб. Похоронен на Воинском кладбище Тихвина.
Указом Президиума Верховного Совета СССР от 17 декабря 1941 года за «образцовое выполнение боевых заданий командования на фронте борьбы с немецкими захватчиками и проявленные при этом отвагу и геройство» младший сержант Андрей Ращупкин посмертно был удостоен высокого звания Героя Советского Союза. Также посмертно был награждён орденом Ленина. Навечно зачислен в списки личного состава воинской части.
В честь Ращупкина названы улицы в Тихвине и Москве.